# 인대

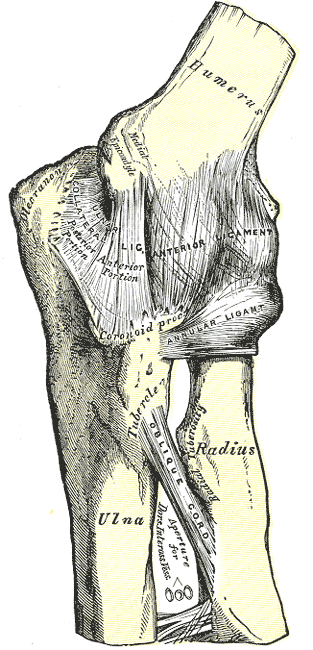
왼쪽 팔꿈치, 앞쪽과 안쪽곁인대 (ulnar collateral ligament)

인대(靭帶, 프랑스어, 독일어, 영어, 네덜란드어: ligament)는 관절 움직임을 활성화하여 그 지원을 제공하고 운동을 억제하는 결체 조직 섬유이며, 다량의 교질과 탄력성 섬유가 들어 있어 탄력성이 있다. 인대는 힘줄(tendon), 그리고 근막(fasciae)과 비슷하나, 뼈와 근육을 연결하는 힘줄(tendon)과는 달리 인대는 뼈와 뼈를 연결하며, 근막(fasciae)은 근육과 근육을 연결한다. 인대는 다시 자라지는 않지만, 치주인대의 경우는 예외적이다. 인대를 다루는 학문은 인대학(desmology)라고 하며, 시술적 방법으로 붕대법이 있다.

## 관절인대
인대란 일반적으로 콜라겐 섬유로 이뤄진 규칙적인 치밀결합조직다발을 말하는데, 불규칙 치밀결합조직막에 의해 둘러싸여있다. 인대는 뼈와 뼈를 연결시켜 관절을 만드는 반면 힘줄은 뼈와 근육을 잇는다. 몇몇 인대는 관절의 가동성을 제한하거나 특정 동작을 하지 못하게 막는다.
관절낭인대(capsular ligament)는 관절낭의 한 부분으로 활액 관절을 감싸고 있다. 이들은 관절의 기계적인 강화를 돕는다. 관절낭외(extra-capsular) 인대는 다른 인대들과 함께 관절의 안정성을 제공한다. 관절낭내(intra-capsular) 인대 또한 안정성을 제공하지만 관절낭외 인대보다 훨씬 관절의 가동범위를 넓게 제공해준다. 십자인대는 십자가 형태로 교차돼 쌍을 이루고 있다.
인대는 점탄성이다. 인대는 장력이 발생하면 점차적으로 변형되다가, 장력이 소실되면 다시 원래 형태로 돌아온다. 하지만 장력이 특정 한계를 넘어서거나 오랜 시간 장력을 받게 되면 인대는 원래 형태를 유지하지 못한다. 이 때문에 탈구된 관절은 최대한 빨리 복구시키는 것이 좋다. 만약 인대가 너무 늘어나버리면 관절은 약해지고 재탈구되기 쉽다. 운동선수, 댄서 등은 스트레칭을 통해 인대를 늘려서 관절을 보다 유연하게 만든다.
인대의 손상은 관절의 불안정성을 초래한다. 인대가 손상됐다고 해서 무조건 수술을 할 필요는 없지만, 수술을 통해 관절의 안정성을 높이는 경우도 많다. 흉터조직(scar tissue)이 인대 회복을 방해할 수도 있다. 인대손상 복구가 불가능 하다면 브루넬리 시술(brunelli procedure)이 관절 불안정성을 해소해 줄 수도 있다. 관절이 불안정하면 연골이 손상되고 결국은 골관절염으로 진행된다.

## 인공인대
인대 중에서 가장 잘 손상되는 인대 중 하나가 전방 십자인대(ACL,anterior cruciate ligament)이다. 관절내에 위치하는 전방십자인대는 내측측부인대(MCL,medial collateral ligament)와 함께 무릎의 안정성과 이동에 필수적이다. 전방십자인대의 경우 많은 수술적 경험이 이루어지면서, 새로운 수술기법이 이에 의해서 만들어지고 있다. 그 기법 중 하나가 인공인대 치환술이다. 인공인대는 폴리머라고 불리는 합성물질로 만든다. 그러나 아직 인공인대의 인체내 순응성에 대한 연구가 먼저 이루어져야 하므로, 수술기법이 아직 일반화되었다고 말하기는 힘들다.

## 복막인대
복강에서 복막부분 참고.

## 치주인대
치주에서 인대부분 참고.

## 흉터조직
흉터조직(scar tissue)은 뼈와 뼈를 연결하는 세포조직체인 인대(ligament)가 구조적 생리적 기능적으로 손상(damage)을 입은후 염증(inflammation,조직괴사)단계, 조직재생단계인 섬유가소성(fibroplastic phase)으로 불리는 세포증식단계(cell proliferation phase)를 거쳐 조직 리모델링(tissue remodeling,재형성)단계(phase)에 이르는 전형적인 복원과정 3단계를 전제했을 때 이러한 약3개월에서 12개월 전후의 복원과정에서 이후 본연의 원래 상태로 복원된후 불안정성(laxity)을 남기는 정도를 가리키는데 사용될수있다. 그러나 많은 시술과 연구결과 인대의 복원력은 안정성에서 온전한 정도에 도달할수는 있으나 완전한 회복은 흉터조직에서 보여지는바와 같이 아직도 보다 많은 의문점에대한 이해가 필요하다.

## 같이 보기
- 십자인대